# 谢泳
谢泳（1961年—），现为厦门大學中文系教授。

## 生平
山西榆次人，毕业于山西晋中师专英语专业，曾任《黄河》杂志副主编，著有《禁锢下的呐喊——1976至1989年的中国报告文学》、《逝去的年代》、《储安平与〈观察〉》、《教授当年》、《血色聞一多》、《西南聯大與中國現代知識份子》、《思想改造運動的起源及對中國知識份子的影響》、《延安知識份子在新意識形態建立中的角色》、《杂书过眼录》等。主要致力于近当代知识分子研究。